# Harpactea dufouri
Harpactea dufouri este o specie de păianjeni din genul Harpactea, familia Dysderidae. A fost descrisă pentru prima dată de Thorell, 1873. Conform Catalogue of Life specia Harpactea dufouri nu are subspecii cunoscute.